# Hilara setosa
Hilara setosa är en tvåvingeart som beskrevs av Collin 1927. Hilara setosa ingår i släktet Hilara och familjen dansflugor. Inga underarter finns listade i Catalogue of Life.